# Polycirrus pennulifera
Polycirrus pennulifera är en ringmaskart som beskrevs av Addison Emery Verrill 1900. Polycirrus pennulifera ingår i släktet Polycirrus och familjen Terebellidae. Inga underarter finns listade i Catalogue of Life.